# Sageretia randaiensis
Sageretia randaiensis är en brakvedsväxtart som beskrevs av Bunzo Hayata. Sageretia randaiensis ingår i släktet Sageretia och familjen brakvedsväxter. Inga underarter finns listade i Catalogue of Life.